# Saut d'obstacles individuel aux Jeux olympiques d'été de 2012
Navigation
Pékin/Hong Kong 2008 Rio de Janeiro 2016
L'épreuve du saut d'obstacles des Jeux olympiques d'été 2012 de Londres se déroulera au Greenwich Park, du 4 au 8 août 2012.

## Règlement
Le saut d'obstacles consiste à enchaîner un parcours d'obstacles mobiles sans faute et sans refus le plus vite possible.
Les équipes nationales sont composées de 4 cavalier(e)s et d'un réserviste. Le format comporte une première épreuve de vitesse qui compte pour la qualification individuelle et permet d'établir la liste de départ de la qualification par équipe. Puis a lieu une Coupe des Nations en 2 manches par équipes, à l'issue de laquelle sont attribués les titres par équipe. Les 35 cavaliers les mieux classés courent ensuite la finale individuelle en deux manches.

## Format de la compétition
Il y a un total de cinq tours dans cette compétition de saut d'obstacles. Les cinq tours jouent un rôle dans l'épreuve individuelle, tandis que seulement deux de ces tours sont utilisés pour déterminer le classement dans l'épreuve par équipe.
Premier tour : tous les cavaliers participent à ce tour. Les 60 meilleurs cavaliers individuels et tous les cavaliers membres d'une équipe (même s'ils se sont classés au-delà de la 60e place) se qualifient pour le second tour.
Deuxième tour : les 45 meilleurs cavaliers individuels en se basant sur les scores combinés des deux tours, et les huit meilleures équipes  classées sur cette manche avancent au troisième tour.
Troisième tour : le classement final pour l'épreuve par équipes est déterminé par la somme des scores au deuxième tour et troisième tour de la compétition par équipe.
Après le troisième tour, les 35 meilleurs cavaliers basés sur les scores combinés des trois tours, avec un maximum de trois de chaque pays, se qualifient pour le quatrième tour.
Quatrième tour (finale A) : les 20 meilleurs cavaliers, sur la base des scores de ce tour seulement, vont au cinquième tour.
Cinquième tour (finale B) : le classement final pour l'épreuve individuelle est déterminé par la somme des scores dans les finales A et B.

Si deux ou plusieurs cavaliers se retrouvent à égalité pour l'attribution des médailles après la cinquième et dernière manche, il y a un barrage  pour départager les égalités.

## Programme
Tous les temps correspondent à l'UTC+1
| Date                 | Horaire | Manche          |
| -------------------- | ------- | --------------- |
| Samedi 4 août 2012   | 10 h 30 | Qualification 1 |
| Dimanche 5 août 2012 | 11 h 00 | Qualification 2 |
| Lundi 6 août 2012    | 14 h 00 | Qualification 3 |
| Mercredi 8 août 2012 | 12 h 00 | Finales A et B  |

## Résultats

### Épreuves qualificatifs

#### 1reépreuve
La première épreuve de qualification est exécutée sur un parcours relativement facile d'une longueur de 510 m dans un temps accordé de 1 min 22.
|      | Cavalier                             | Pays            | Cheval                    | Pénalités  | Pénalités  | Total pénalités |
| Saut | Cavalier                             | Pays            | Cheval                    | Temps      |            | Total pénalités |
| ---- | ------------------------------------ | --------------- | ------------------------- | ---------- | ---------- | --------------- |
| 1    | Jur Vrieling                         | Pays-Bas        | Bubalu                    | 0          | 0          | 0               |
| 1    | Alvaro Alfonso de Miranda Neto       | Brésil          | Rahmannshof's Bogen       | 0          | 0          | 0               |
| 1    | Nick Skelton                         | Grande-Bretagne | Big Star                  | 0          | 0          | 0               |
| 1    | Simon Delestre                       | France          | Napoli du Ry              | 0          | 0          | 0               |
| 1    | Cassio Rivetti                       | Ukraine         | Temple Road               | 0          | 0          | 0               |
| 1    | Jens Fredricson                      | Suède           | Lunatic                   | 0          | 0          | 0               |
| 1    | Daniel Bluman                        | Colombie        | Sancha La Silla           | 0          | 0          | 0               |
| 1    | Steve Guerdat                        | Suisse          | Nino des Buissonnets      | 0          | 0          | 0               |
| 1    | McLain Ward                          | États-Unis      | Antares                   | 0          | 0          | 0               |
| 1    | Philippe Lejeune                     | Belgique        | Vigo d’Arsouilles         | 0          | 0          | 0               |
| 1    | Maikel Van der Vleuten               | Pays-Bas        | Verdi                     | 0          | 0          | 0               |
| 1    | HRH Prince Abdullah Al Saud          | Arabie saoudite | Davos                     | 0          | 0          | 0               |
| 1    | Ben Maher                            | Grande-Bretagne | Tripple X                 | 0          | 0          | 0               |
| 1    | Janne Friederike Meyer               | Allemagne       | Lambrasco                 | 0          | 0          | 0               |
| 1    | Alberto Michan Halbinger             | Mexique         | Rosalia La Silla          | 0          | 0          | 0               |
| 1    | Paul Estermann                       | Suisse          | Castlefield Eclipse       | 0          | 0          | 0               |
| 1    | Julia Hargreaves                     | Australie       | Vedor                     | 0          | 0          | 0               |
| 1    | Marc Houtzager                       | Pays-Bas        | Tamino                    | 0          | 0          | 0               |
| 1    | Jose Roberto Reynoso Fernandez Filho | Brésil          | Maestro St Lois           | 0          | 0          | 0               |
| 1    | Eric Lamaze                          | Canada          | Derly Chin de Muze        | 0          | 0          | 0               |
| 1    | Kevin Staut                          | France          | Silvana                   | 0          | 0          | 0               |
| 1    | Henrik von Eckermann                 | Suède           | Allerdings                | 0          | 0          | 0               |
| 1    | Meredith Michaels-Beerbaum           | Allemagne       | Bella Donna               | 0          | 0          | 0               |
| 1    | Werner Muff                          | Suisse          | Kiamon                    | 0          | 0          | 0               |
| 1    | Edwina Tops-Alexander                | Australie       | Itot du Château           | 0          | 0          | 0               |
| 1    | Richard Fellers                      | États-Unis      | Flexible                  | 0          | 0          | 0               |
| 1    | Dirk Demeersman                      | Belgique        | Bufero van Het Panishof   | 0          | 0          | 0               |
| 1    | Gerco Schroder                       | Pays-Bas        | London                    | 0          | 0          | 0               |
| 1    | Taizo Sugitani                       | Japon           | Avenzio                   | 0          | 0          | 0               |
| 1    | Rolf-Göran Bengtsson                 | Suède           | Casall                    | 0          | 0          | 0               |
| 1    | Cian O'Connor                        | Irlande         | Blue Loyd 12              | 0          | 0          | 0               |
| 1    | Jos Lansink                          | Belgique        | Valentina Van 't Heike    | 0          | 0          | 0               |
| 33   | Kamal Bahamdan                       | Arabie saoudite | Delphi                    | 0          | 1          | 1               |
| 33   | Marcus Ehning                        | Allemagne       | Plot Blue                 | 0          | 1          | 1               |
| 33   | Jillian Terceira                     | Bermudes        | Bernadien van Westuur     | 0          | 1          | 1               |
| 33   | Pénélope Leprevost                   | France          | Mylord Carthago           | 0          | 1          | 1               |
| 33   | Rodrigo Diaz                         | Colombie        | Royal Vinckenburg         | 0          | 1          | 1               |
| 33   | Reed Kessler                         | États-Unis      | Cylana                    | 0          | 1          | 1               |
| 33   | Ahmad Saber Hamcho                   | Syrie           | Wonderboy                 | 0          | 1          | 1               |
| 33   | Rodrigo Pessoa                       | Brésil          | Rebozo                    | 0          | 1          | 1               |
| 41   | Ramzy Al Duhami                      | Arabie saoudite | Bayard van de Villa There | 0          | 2          | 2               |
| 42   | Nicolás Pizarro                      | Mexique         | Crossing Jordan           | 4          | 0          | 4               |
| 42   | Grégory Wathelet                     | Belgique        | Cadjanine Z               | 4          | 0          | 4               |
| 42   | Billy Twomey                         | Irlande         | Tinka's Serenade          | 4          | 0          | 4               |
| 42   | Scott Brash                          | Grande-Bretagne | Hello Sanctos             | 4          | 0          | 4               |
| 42   | Bjorn Nagel                          | Ukraine         | Niack de l’Abbaye         | 4          | 0          | 4               |
| 42   | Ian Millar                           | Canada          | Star Power                | 4          | 0          | 4               |
| 42   | Jose Maria Larocca                   | Argentine       | Royal Power               | 4          | 0          | 4               |
| 42   | Olivier Guillon                      | France          | Lord de Theizé            | 4          | 0          | 4               |
| 42   | Katharina Offel                      | Ukraine         | Vivant                    | 4          | 0          | 4               |
| 42   | Carlos Milthaler                     | Chili           | Hyo Altanero              | 4          | 0          | 4               |
| 42   | James Paterson-Robinson              | Australie       | Lanosso                   | 4          | 0          | 4               |
| 53   | Jill Henselwood                      | Canada          | George                    | 4          | 1          | 5               |
| 53   | Jamal Rahimov                        | Azerbaïdjan     | Warrior                   | 4          | 1          | 5               |
| 53   | Karim El Zoghby                      | Égypte          | Wervel Wind               | 4          | 1          | 5               |
| 53   | Rodrigo Carrasco                     | Chili           | Or de la Charboniere      | 4          | 1          | 5               |
| 53   | Federico Fernandez                   | Mexique         | Victoria                  | 4          | 1          | 5               |
| 58   | Tomas Couve Correa                   | Chili           | Underwraps                | 4          | 2          | 6               |
| 58   | Abdullah Waleed Sharbatly            | Arabie saoudite | Sultan                    | 4          | 2          | 6               |
| 60   | Samuel Parot                         | Chili           | Al Calypso                | 8          | 0          | 8               |
| 60   | Tiffany Foster                       | Canada          | Victor                    | 8          | 0          | 8               |
| 60   | Luciana Diniz                        | Portugal        | Lennox                    | 8          | 0          | 8               |
| 60   | Pius Schwizer                        | Suisse          | Carlina IV                | 8          | 0          | 8               |
| 64   | Alejandro Madorno                    | Argentine       | Milano de Flore           | 8          | 1          | 9               |
| 65   | Peter Charles                        | Grande-Bretagne | Vindicat                  | 8          | 2          | 10              |
| 65   | Vladimir Tuganov                     | Russie          | Lancero                   | 8          | 2          | 10              |
| 67   | Ibrahim Hani Bisharat                | Jordanie        | Vrieda O                  | 12         | 0          | 12              |
| 67   | Jaime Azcarraga                      | Mexique         | Gangster                  | 12         | 0          | 12              |
| 69   | Christian Ahlmann                    | Allemagne       | Codex One                 | 12         | 3          | 15              |
| 70   | Aleksandr Onishenko                  | Ukraine         | Comte d'Arsouilles        | 16         | 2          | 18              |
| 71   | Reiko Takeda                         | Japon           | Ari                       | 20         | 2          | 22              |
| 72   | Lisen Fredricson                     | Suède           | Matrix                    | Chute      | Chute      | 42              |
| 72   | Elizabeth Madden                     | États-Unis      | Via Volo                  | Deux refus | Deux refus | 42              |
| 72   | Carlos Motta Ribas                   | Brésil          | Wilexo                    | Deux refus | Deux refus | 42              |
| 72   | Matt Williams                        | Australie       | Watch Me                  | Deux refus | Deux refus | 42              |

#### 2eépreuve
Le parcours pour la seconde épreuve mesure 550 m de long et doit être effectué dans un temps accordé de 1 min 28.
|      | Cavalier                             | Pays            | Cheval                    | Pénalités                                                       | Pénalités                                                       | Pénalités de la 1re épreuve                                     | Total pénalités                                                 |
| Saut | Cavalier                             | Pays            | Cheval                    | Temps                                                           |                                                                 | Pénalités de la 1re épreuve                                     | Total pénalités                                                 |
| ---- | ------------------------------------ | --------------- | ------------------------- | --------------------------------------------------------------- | --------------------------------------------------------------- | --------------------------------------------------------------- | --------------------------------------------------------------- |
| 1    | Nick Skelton                         | Grande-Bretagne | Big Star                  | 0                                                               | 0                                                               | 0                                                               | 0                                                               |
| 1    | HRH Prince Abdullah Al Saud          | Arabie saoudite | Davos                     | 0                                                               | 0                                                               | 0                                                               | 0                                                               |
| 1    | Ben Maher                            | Grande-Bretagne | Tripple X                 | 0                                                               | 0                                                               | 0                                                               | 0                                                               |
| 1    | Edwina Tops-Alexander                | Australie       | Itot du Château           | 0                                                               | 0                                                               | 0                                                               | 0                                                               |
| 1    | Alberto Michan Halbinger             | Mexique         | Rosalia la Silla          | 0                                                               | 0                                                               | 0                                                               | 0                                                               |
| 1    | Alvaro Alfonso de Miranda Neto       | Brésil          | Rahmannshof's Bogen       | 0                                                               | 0                                                               | 0                                                               | 0                                                               |
| 1    | Maikel Van der Vleuten               | Pays-Bas        | Verdi                     | 0                                                               | 0                                                               | 0                                                               | 0                                                               |
| 1    | Paul Estermann                       | Suisse          | Castlefield Eclipse       | 0                                                               | 0                                                               | 0                                                               | 0                                                               |
| 1    | Marc Houtzager                       | Pays-Bas        | Tamino                    | 0                                                               | 0                                                               | 0                                                               | 0                                                               |
| 1    | Henrik von Eckermann                 | Suède           | Allerdings                | 0                                                               | 0                                                               | 0                                                               | 0                                                               |
| 1    | Richard Fellers                      | États-Unis      | Flexible                  | 0                                                               | 0                                                               | 0                                                               | 0                                                               |
| 1    | Rolf-Göran Bengtsson                 | Suède           | Casall                    | 0                                                               | 0                                                               | 0                                                               | 0                                                               |
| 13   | Daniel Bluman                        | Colombie        | Sancha                    | 0                                                               | 1                                                               | 0                                                               | 1                                                               |
| 13   | Eric Lamaze                          | Canada          | Derly Chin de Muze        | 0                                                               | 1                                                               | 0                                                               | 1                                                               |
| 15   | Kamal Bahamdan                       | Arabie saoudite | Delphi                    | 0                                                               | 1                                                               | 1                                                               | 2                                                               |
| 15   | Ramzy Al Duhami                      | Arabie saoudite | Bayard van de Villa There | 0                                                               | 0                                                               | 2                                                               | 2                                                               |
| 17   | Taizo Sugitani                       | Japon           | Avenzio                   | 4                                                               | 0                                                               | 0                                                               | 4                                                               |
| 17   | Ian Millar                           | Canada          | Star Power                | 0                                                               | 0                                                               | 4                                                               | 4                                                               |
| 17   | McLain Ward                          | États-Unis      | Antares                   | 4                                                               | 0                                                               | 0                                                               | 4                                                               |
| 17   | Steve Guerdat                        | Suisse          | Nino des Buissonnets      | 4                                                               | 0                                                               | 0                                                               | 4                                                               |
| 17   | Janne Friederike Meyer               | Allemagne       | Lambrasco                 | 4                                                               | 0                                                               | 0                                                               | 4                                                               |
| 17   | Jose Roberto Reynoso Fernandez Filho | Brésil          | Maestro St Lois           | 4                                                               | 0                                                               | 0                                                               | 4                                                               |
| 17   | Kevin Staut                          | France          | Silvana                   | 4                                                               | 0                                                               | 0                                                               | 4                                                               |
| 17   | Werner Muff                          | Suisse          | Kiamon                    | 4                                                               | 0                                                               | 0                                                               | 4                                                               |
| 17   | Gerco Schroder                       | Pays-Bas        | London                    | 4                                                               | 0                                                               | 0                                                               | 4                                                               |
| 17   | Jos Lansink                          | Belgique        | Valentina Van 't Heike    | 4                                                               | 0                                                               | 0                                                               | 4                                                               |
| 27   | Cassio Rivetti                       | Ukraine         | Temple Road               | 4                                                               | 1                                                               | 0                                                               | 5                                                               |
| 27   | Marcus Ehning                        | Allemagne       | Plot Blue                 | 4                                                               | 0                                                               | 1                                                               | 5                                                               |
| 27   | Rodrigo Pessoa                       | Brésil          | Rebozo                    | 4                                                               | 0                                                               | 1                                                               | 5                                                               |
| 30   | Simon Delestre                       | France          | Napoli du Ry              | 4                                                               | 2                                                               | 0                                                               | 6                                                               |
| 31   | Luciana Diniz                        | Portugal        | Lennox                    | 0                                                               | 0                                                               | 8                                                               | 8                                                               |
| 31   | Jose Maria Larocca                   | Argentine       | Royal Power               | 4                                                               | 0                                                               | 4                                                               | 8                                                               |
| 31   | Cian O'Connor                        | Irlande         | Blue Loyd 12              | 8                                                               | 0                                                               | 0                                                               | 8                                                               |
| 31   | Nicolás Pizarro                      | Mexique         | Crossing Jordan           | 4                                                               | 0                                                               | 4                                                               | 8                                                               |
| 31   | James Paterson-Robinson              | Australie       | Lanosso                   | 4                                                               | 0                                                               | 4                                                               | 8                                                               |
| 31   | Julia Hargreaves                     | Australie       | Vedor                     | 8                                                               | 0                                                               | 0                                                               | 8                                                               |
| 31   | Bjorn Nagel                          | Ukraine         | Niack de l'Abbaye         | 4                                                               | 0                                                               | 4                                                               | 8                                                               |
| 31   | Scott Brash                          | Grande-Bretagne | Hello Sanctos             | 4                                                               | 0                                                               | 4                                                               | 8                                                               |
| 31   | Jur Vrieling                         | Pays-Bas        | Bubalu                    | 8                                                               | 0                                                               | 0                                                               | 8                                                               |
| 31   | Jens Fredricson                      | Suède           | Lunatic                   | 8                                                               | 0                                                               | 0                                                               | 8                                                               |
| 31   | Philippe Lejeune                     | Belgique        | Vigo d'Arsouilles         | 8                                                               | 0                                                               | 0                                                               | 8                                                               |
| 31   | Grégory Wathelet                     | Belgique        | Cadjanine Z               | 4                                                               | 0                                                               | 4                                                               | 8                                                               |
| 31   | Meredith Michaels-Beerbaum           | Allemagne       | Bella Donna               | 8                                                               | 0                                                               | 0                                                               | 8                                                               |
| 31   | Dirk Demeersman                      | Belgique        | Bufero van Het Panishof   | 8                                                               | 0                                                               | 0                                                               | 8                                                               |
| 31   | Olivier Guillon                      | France          | Lord de Theizé            | 4                                                               | 0                                                               | 4                                                               | 8                                                               |
| 31   | Pius Schwizer                        | Suisse          | Carlina IV                | 0                                                               | 0                                                               | 8                                                               | 8                                                               |
| 47   | Jillian Terceira                     | Bermudes        | Bernadien van Westuur     | 8                                                               | 0                                                               | 1                                                               | 9                                                               |
| 47   | Jill Henselwood                      | Canada          | George                    | 4                                                               | 0                                                               | 5                                                               | 9                                                               |
| 47   | Pénélope Leprevost                   | France          | Mylord Carthago           | 8                                                               | 0                                                               | 1                                                               | 9                                                               |
| 47   | Reed Kessler                         | États-Unis      | Cylana                    | 8                                                               | 0                                                               | 1                                                               | 9                                                               |
| 51   | Karim El Zoghby                      | Égypte          | Wervel Wind               | 4                                                               | 1                                                               | 5                                                               | 10                                                              |
| 51   | Abdullah Waleed Sharbatly            | Arabie saoudite | Sultan                    | 4                                                               | 0                                                               | 6                                                               | 10                                                              |
| 53   | Rodrigo Diaz                         | Colombie        | Royal Vinckenburg         | 8                                                               | 2                                                               | 1                                                               | 11                                                              |
| 53   | Tomas Couve Correa                   | Chili           | Underwraps                | 4                                                               | 1                                                               | 6                                                               | 11                                                              |
| 53   | Federico Fernandez                   | Mexique         | Victoria                  | 4                                                               | 2                                                               | 5                                                               | 11                                                              |
| 56   | Billy Twomey                         | Irlande         | Tinka's Serenade          | 8                                                               | 0                                                               | 4                                                               | 12                                                              |
| 56   | Carlos Milthaler                     | Chili           | Hyo Altanero              | 8                                                               | 0                                                               | 4                                                               | 12                                                              |
| 58   | Katharina Offel                      | Ukraine         | Vivant                    | 12                                                              | 0                                                               | 4                                                               | 16                                                              |
| 59   | Samuel Parot                         | Chili           | Al Calypso                | 8                                                               | 1                                                               | 8                                                               | 17                                                              |
| 60   | Jamal Rahimov                        | Azerbaïdjan     | Warrior                   | 12                                                              | 1                                                               | 5                                                               | 18                                                              |
| 61   | Rodrigo Carrasco                     | Chili           | Or de la Charboniere      | 16                                                              | 1                                                               | 5                                                               | 22                                                              |
| 62   | Ahmad Saber Hamcho                   | Syrie           | Wonderboy                 | 28                                                              | 1                                                               | 1                                                               | 30                                                              |
| -    | Tiffany Foster                       | Canada          | Victor                    | DSQ (non autorisé à concourir à cause d'une blessure du cheval) | DSQ (non autorisé à concourir à cause d'une blessure du cheval) | DSQ (non autorisé à concourir à cause d'une blessure du cheval) | DSQ (non autorisé à concourir à cause d'une blessure du cheval) |

#### 3eépreuve
Le parcours pour la troisième épreuve mesure 550 m de long (avec 13 obstacles) et doit être effectué dans un temps accordé de 1 min 28,.
|      | Cavalier                             | Pays            | Cheval                    | Pénalités           | Pénalités           | Pénalités épreuve 1+2 | Total pénalités     |
| Saut | Cavalier                             | Pays            | Cheval                    | Temps               |                     | Pénalités épreuve 1+2 | Total pénalités     |
| ---- | ------------------------------------ | --------------- | ------------------------- | ------------------- | ------------------- | --------------------- | ------------------- |
| 1    | Nick Skelton                         | Grande-Bretagne | Big Star                  | 0                   | 0                   | 0                     | 0                   |
| 1    | Maikel Van der Vleuten               | Pays-Bas        | Verdi                     | 0                   | 0                   | 0                     | 0                   |
| 1    | Marc Houtzager                       | Pays-Bas        | Tamino                    | 0                   | 0                   | 0                     | 0                   |
| 4    | Edwina Tops-Alexander                | Australie       | Itot du Château           | 4                   | 0                   | 0                     | 4                   |
| 4    | HRH Prince Abdullah Al Saud          | Arabie saoudite | Davos                     | 4                   | 0                   | 0                     | 4                   |
| 4    | Ben Maher                            | Grande-Bretagne | Tripple X                 | 4                   | 0                   | 0                     | 4                   |
| 7    | Marcus Ehning                        | Allemagne       | Plot Blue                 | 0                   | 0                   | 5                     | 5                   |
| 7    | Daniel Bluman                        | Colombie        | Sancha                    | 4                   | 0                   | 1                     | 5                   |
| 9    | Ramzy Al Duhami                      | Arabie saoudite | Bayard van de Villa There | 4                   | 0                   | 2                     | 6                   |
| 10   | Kamal Bahamdan                       | Arabie saoudite | Delphi                    | 5                   | 1                   | 2                     | 7                   |
| 11   | Kevin Staut                          | France          | Silvana                   | 4                   | 0                   | 4                     | 8                   |
| 11   | Jos Lansink                          | Belgique        | Valentina Van 't Heike    | 4                   | 0                   | 4                     | 8                   |
| 11   | Alvaro Alfonso de Miranda Neto       | Brésil          | Rahmannshof's Bogen       | 8                   | 0                   | 0                     | 8                   |
| 11   | Steve Guerdat                        | Suisse          | Nino des Buissonets       | 4                   | 0                   | 4                     | 8                   |
| 11   | Paul Estermann                       | Suisse          | Castlefield Eclipse       | 8                   | 0                   | 0                     | 8                   |
| 11   | Scott Brash                          | Grande-Bretagne | Hello Sanctos             | 0                   | 0                   | 8                     | 8                   |
| 11   | Richard Fellers                      | États-Unis      | Flexible                  | 8                   | 0                   | 0                     | 8                   |
| 11   | Ian Millar                           | Canada          | Star Power                | 4                   | 0                   | 4                     | 8                   |
| 11   | Gerco Schroder                       | Pays-Bas        | London                    | 4                   | 0                   | 4                     | 8                   |
| 11   | Rolf-Göran Bengtsson                 | Suède           | Casall                    | 8                   | 0                   | 0                     | 8                   |
| 11   | Pius Schwizer                        | Suisse          | Carlina IV                | 0                   | 0                   | 8                     | 8                   |
| 22   | Meredith Michaels-Beerbaum           | Allemagne       | Bella Donna               | 0                   | 1                   | 8                     | 9                   |
| 22   | Alberto Michan Halbinger             | Mexique         | Rosalia la Silla          | 8                   | 1                   | 0                     | 9                   |
| 22   | Eric Lamaze                          | Canada          | Derly Chin de Muze        | 8                   | 0                   | 1                     | 9                   |
| 25   | Rodrigo Pessoa                       | Brésil          | Rebozo                    | 4                   | 1                   | 5                     | 10                  |
| 26   | Luciana Diniz                        | Portugal        | Lennox                    | 4                   | 0                   | 8                     | 12                  |
| 26   | Grégory Wathelet                     | Belgique        | Cadjanne Z                | 4                   | 0                   | 8                     | 12                  |
| 26   | Taizo Sugitani                       | Japon           | Avenzio                   | 8                   | 0                   | 4                     | 12                  |
| 26   | McLain Ward                          | États-Unis      | Antares                   | 8                   | 0                   | 4                     | 12                  |
| 26   | Jens Fredricson                      | Suède           | Lunatic                   | 4                   | 0                   | 8                     | 12                  |
| 31   | Julia Hargreaves                     | Australie       | Vedor                     | 4                   | 1                   | 8                     | 13                  |
| 32   | Simon Delestre                       | France          | Napoli du Ry              | 8                   | 0                   | 6                     | 14                  |
| 33   | Olivier Guillon                      | France          | Lord de Theize            | 8                   | 0                   | 8                     | 16                  |
| 33   | Henrik von Eckermann                 | Suède           | Allerdings                | 16                  | 0                   | 0                     | 16                  |
| 33   | Werner Muff                          | Suisse*         | Kiamon                    | 12                  | 0                   | 4                     | 16                  |
| 33   | Jur Vrieling                         | Pays-Bas*       | Bubalu                    | 8                   | 0                   | 8                     | 16                  |
| 35   | Cassio Rivetti                       | Ukraine         | Temple Road               | 12                  | 0                   | 5                     | 17                  |
| 36   | Jose Maria Larocca                   | Argentine       | Royal Power               | 12                  | 0                   | 8                     | 20                  |
| 36   | Cian O'Connor                        | Irlande         | Blue Loyd 12              | 12                  | 0                   | 8                     | 20                  |
| 36   | Dirk Demeersman                      | Belgique        | Bufero van Het Panishof   | 12                  | 0                   | 8                     | 20                  |
| 39   | James Paterson-Robinson              | Australie       | Lanosso                   | 12                  | 1                   | 8                     | 21                  |
| 39   | Bjorn Nagel                          | Ukraine         | Niack de l'Abbaye         | 12                  | 1                   | 8                     | 21                  |
| 39   | Janne Friederike Meyer               | Allemagne       | Lambrasco                 | 16                  | 1                   | 4                     | 21                  |
| 42   | Nicolás Pizarro                      | Mexique         | Crossing Jordan           | 20                  | 0                   | 8                     | 28                  |
| 43   | Jose Roberto Reynoso Fernandez Filho | Brésil          | Maestro St Lois           | 46                  | 0                   | 4                     | 50                  |
| -    | Philippe Lejeune                     | Belgique        | Vigo d'Arsouilles         | DNS (cheval blessé) | DNS (cheval blessé) | DNS (cheval blessé)   | DNS (cheval blessé) |

* Un maximum de trois cavaliers d'un même pays peuvent participer à la finale individuels. Par conséquent, Werner Muff et Jur Vrieling sont éliminés car la Suisse et les Pays-Bas ont trois cavaliers avec moins de pénalités.

### Finale

#### Manche A
|      | Cavalier                       | Pays            | Cheval                    | Pénalités | Pénalités | Total pénalités |
| Saut | Cavalier                       | Pays            | Cheval                    | Temps     |           | Total pénalités |
| ---- | ------------------------------ | --------------- | ------------------------- | --------- | --------- | --------------- |
| 1    | Cian O'Connor                  | Irlande         | Blue Loyd 12              | 0         | 0         | 0               |
| 1    | Olivier Guillon                | France          | Lord de Theize            | 0         | 0         | 0               |
| 1    | Steve Guerdat                  | Suisse          | Nino des Buissonnets      | 0         | 0         | 0               |
| 1    | Scott Brash                    | Grande-Bretagne | Hello Sanctos             | 0         | 0         | 0               |
| 1    | Marcus Ehning                  | Allemagne       | Plot Blue                 | 0         | 0         | 0               |
| 1    | Nick Skelton                   | Grande-Bretagne | Big Star                  | 0         | 0         | 0               |
| 7    | Luciana Diniz                  | Portugal        | Lennox                    | 0         | 1         | 1               |
| 7    | Gerco Schroder                 | Pays-Bas        | London                    | 0         | 1         | 1               |
| 7    | Pius Schwizer                  | Suisse          | Carlina IV                | 0         | 1         | 1               |
| 7    | Kamal Bahamdan                 | Arabie saoudite | Nobless des Tess          | 0         | 1         | 1               |
| 11   | Simon Delestre                 | France          | Napoli du Ry              | 4         | 0         | 4               |
| 11   | Rodrigo Pessoa                 | Brésil          | Rebozo                    | 4         | 0         | 4               |
| 11   | Alberto Michan                 | Mexique         | Rosalia la Silla          | 4         | 0         | 4               |
| 11   | Alvaro Affonso de Miranda Neto | Brésil          | Rahmannshof's Bogeno      | 4         | 0         | 4               |
| 11   | Ian Millar                     | Canada          | Star Power                | 4         | 0         | 4               |
| 11   | Daniel Bluman                  | Colombie        | Sancha                    | 4         | 0         | 4               |
| 11   | Edwina Tops-Alexander          | Australie       | Itot du Château           | 4         | 0         | 4               |
| 11   | Ben Maher                      | Grande-Bretagne | Tripple X                 | 4         | 0         | 4               |
| 11   | Marc Houtzager                 | Pays-Bas        | Tamino                    | 4         | 0         | 4               |
| 20   | Cassio Rivetti                 | Ukraine         | Temple Road               | 4         | 1         | 5               |
| 20   | Paul Estermann                 | Suisse          | Castlefield Eclipse       | 4         | 1         | 5               |
| 20   | Richard Fellers                | États-Unis      | Flexible                  | 4         | 1         | 5               |
| 23   | Henrik von Eckermann           | Suède           | Allerdings                | 8         | 0         | 8               |
| 23   | Meredith Michaels-Beerbaum     | Allemagne       | Bella Donna               | 8         | 0         | 8               |
| 23   | Jos Lansink                    | Belgique        | Valentina Van 't Heike    | 8         | 0         | 8               |
| 26   | Dirk Demeersman                | Belgique        | Bufero van Het Penishof   | 8         | 1         | 9               |
| 26   | Jens Fredricson                | Suède           | Lunatic                   | 8         | 1         | 9               |
| 26   | HRH Prince Abdullah Al Saud    | Arabie saoudite | Davos                     | 8         | 1         | 9               |
| 29   | Grégory Wathelet               | Belgique        | Cadjanine Z               | 12        | 0         | 12              |
| 29   | McLain Ward                    | États-Unis      | Antares                   | 12        | 0         | 12              |
| 29   | Eric Lamaze                    | Canada          | Derly Chin de Muze        | 12        | 0         | 12              |
| 29   | Ramzy Al Duhami                | Arabie saoudite | Bayard van de Villa There | 12        | 0         | 12              |
| 33   | Taizo Sugitani                 | Japon           | Avenzio                   | 12        | 2         | 14              |
| 34   | Kevin Staut                    | France          | Silvana                   | 16        | 0         | 16              |
| 35   | Julia Hargreaves               | Australie       | Vedor                     | 16        | 1         | 17              |
| 36   | Jose Maria Larocca             | Argentine       | Royal Power               | 20        | 0         | 20              |
| —    | Maikel van der Vleuten         | Pays-Bas        | Verdi                     | Retraité  | Retraité  | Retraité        |

#### Manche B
|                                | Cavalier                       | Pays            | Cheval               | Pénalités | Pénalités | Pénalités de la manche A | Total pénalités |
| Saut                           | Cavalier                       | Pays            | Cheval               | Temps     |           | Pénalités de la manche A | Total pénalités |
| ------------------------------ | ------------------------------ | --------------- | -------------------- | --------- | --------- | ------------------------ | --------------- |
| Médaille d'or, Jeux olympiques | Steve Guerdat                  | Suisse          | Nino des Buissonnets | 0         | 0         | 0                        | 0               |
| 2                              | Gerco Schroder                 | Pays-Bas        | London               | 0         | 0         | 1                        | 1               |
| 2                              | Cian O'Connor                  | Irlande         | Blue Loyd 12         | 0         | 1         | 0                        | 1               |
| 4                              | Kamal Bahamdan                 | Arabie saoudite | Noblesse des Tess    | 0         | 1         | 1                        | 2               |
| 5                              | Alberto Michan                 | Mexique         | Rosalia la Silla     | 0         | 0         | 4                        | 4               |
| 5                              | Scott Brash                    | Grande-Bretagne | Hello Sanctos        | 4         | 0         | 0                        | 4               |
| 5                              | Nick Skelton                   | Grande-Bretagne | Big Star             | 4         | 0         | 0                        | 4               |
| 8                              | Richard Fellers                | États-Unis      | Flexible             | 0         | 0         | 5                        | 5               |
| 9                              | Ian Millar                     | Canada          | Star Power           | 4         | 0         | 4                        | 8               |
| 9                              | Ben Maher                      | Grande-Bretagne | Tripple X            | 4         | 0         | 4                        | 8               |
| 9                              | Marc Houtzager                 | Pays-Bas        | Tamino               | 4         | 0         | 4                        | 8               |
| 12                             | Cassio Rivetti                 | Ukraine         | Temple Road          | 4         | 0         | 5                        | 9               |
| 12                             | Alvaro Affonso de Miranda Neto | Brésil          | Rahmannshof's Bogeno | 4         | 1         | 4                        | 9               |
| 12                             | Pius Schwizer                  | Suisse          | Carlina IV           | 8         | 0         | 1                        | 9               |
| 12                             | Olivier Guillon                | France          | Lord de Theize       | 8         | 1         | 0                        | 9               |
| 12                             | Marcus Ehning                  | Allemagne       | Plot Blue            | 8         | 1         | 0                        | 9               |
| 17                             | Paul Estermann                 | Suisse          | Castlefield Eclipse  | 4         | 1         | 5                        | 10              |
| 17                             | Luciana Diniz                  | Portugal        | Lennox               | 8         | 1         | 1                        | 10              |
| 19                             | Simon Delestre                 | France          | Napoli du Ry         | 8         | 0         | 4                        | 12              |
| 20                             | Daniel Bluman                  | Colombie        | Sancha               | 8         | 1         | 4                        | 13              |
| 20                             | Edwina Tops-Alexander          | Australie       | Itot du Château      | 8         | 1         | 4                        | 13              |
| 22                             | Rodrigo Pessoa                 | Brésil          | Rebozo               | 12        | 1         | 4                        | 17              |

##### Barrage pour la médaille d'argent
|                                     | Cavalier       | Pays     | Cheval       | Pénalités | Temps   |
| ----------------------------------- | -------------- | -------- | ------------ | --------- | ------- |
| Médaille d'argent, Jeux olympiques  | Gerco Schroder | Pays-Bas | London       | 0         | 49 s 79 |
| Médaille de bronze, Jeux olympiques | Cian O'Connor  | Irlande  | Blue Loyd 12 | 4         | 46 s 64 |

## Sources
- Le site officiel du Comité international olympique
- Site officiel de Londres 2012